# Zbigniew Boniek
Zbigniew Kazimierz Boniek —IPA: ['zbigɲɛf 'bɔɲɛk]— (3 de març de 1956, Bydgoszcz) és un antic jugador i entrenador de futbol polonès escollit per Pelé entre els 125 més grans futbolistes vius i per la FIFA entre els 100 millors futbolistes de tots els temps. Després de diversos anys al futbol polonès, Boniek fou transferit a la Juventus FC el 1982. Aquell any fou tercer amb la selecció polonesa a la Copa del Món de futbol 1982. Amb la Juve va guanyar una Recopa d'Europa i una Supercopa el 1984 i una Copa d'Europa de futbol el 1985. Acabà la seva carrera com a jugador a l'AS Roma el 1988.
Amb la selecció polonesa fou 80 cops internacional marcant 24 gols. Posteriorment fou entrenador a Itàlia de clubs com la US Lecce o l'AS Bari, entre altres i de la selecció polonesa durant 5 partits (entre juliol i desembre de 2002).

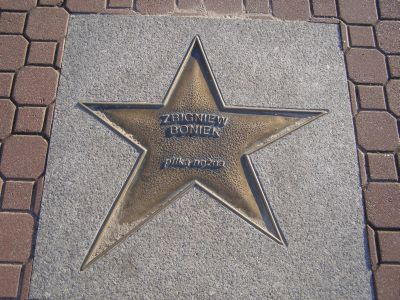
’’Boniek Star’’

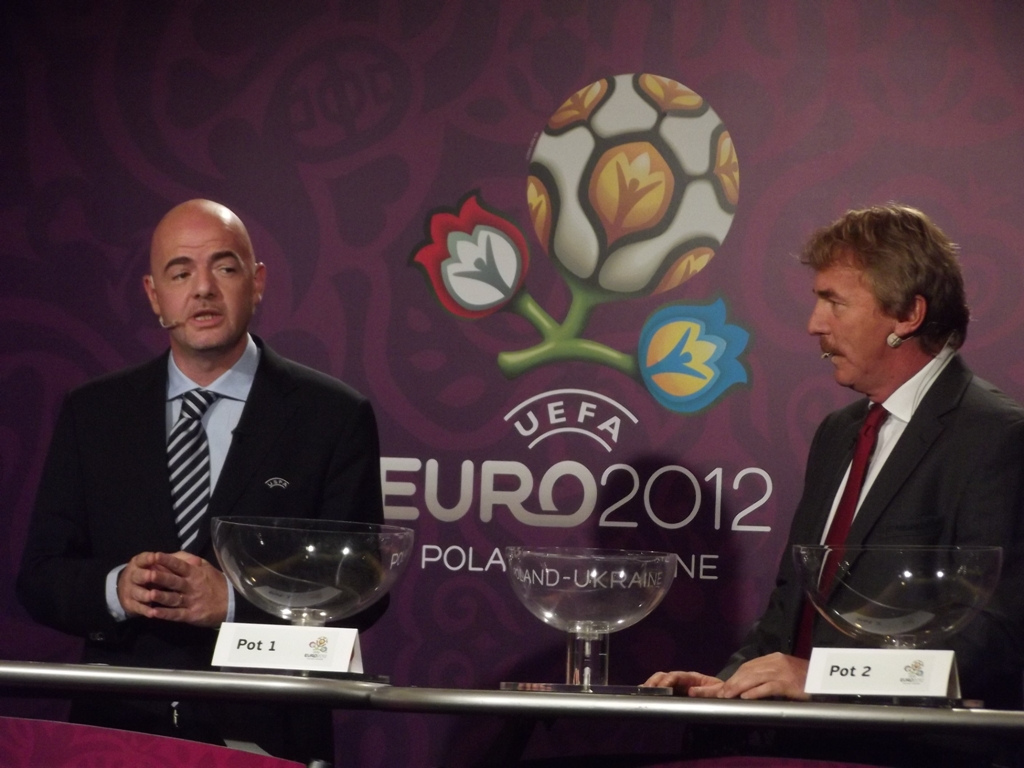
Boniek, (2011)